# Andrea Pisano
Andrea da Pontedera nebo Andrea d'Ugolino da Pontedera, zvaný Andrea Pisano (kolem 1295 Pontedera – 1348/9 Orvieto)
Andrea Pisano byl italský zlatník, sochař a možná také architekt. Každopádně byl hlavním stavitelem katedrál ve Florencii a v Orvietu, i když tato funkce nemusela nezbytně být spojena s funkcí architekta. Působil především ve Florencii, Sieně a Orvietu. Giorgio Vasari zmiňuje také jeho možné působení v Benátkách, které však není doložené.

## Život
Andrea Pisano se narodil někdy kolem roku 1295 v Pontedeře, která leží nedaleko Pisy. Jeho otcem byl pisánský notář Ugolino Nini. Zemřel zřejmě na mor v roce 1348 nebo 1349 v Orvietu. Andrea Pisano byl otcem Nina Pisana a Tommasa Pisana, kteří byli rovněž sochaři. Giorgio Vasari zařadil životopis Andrey Pisana mezi životopisy dalších významných umělců ve svých Životech vydaných 1550 ve Florencii a v jejich druhém vydání z roku 1568 tento životopis částečně pozměnil a rozšířil. Giorgio Vasari uvádí Andreu Pisana jako sochaře a architekta, který pracoval v době Giottově. Podle Vasariho zemřel v roce 1340 (Životy, 1550) nebo v roce 1345 (Životy, 1568), ve věku 75 let, v takovém případě by se tedy narodil už v roce 1270. Dnes se však má za to, že byl mladší. Vasari také uvádí, že se mu dostalo florentského občanství a že mu byly svěřeny také různé úřady a hodnosti, o tom ale neexistují doklady. Význam Andrey Pisana pro umění spočívá především v tom, že převedl principy vyvinuté Giottem z monumentální malby do sochařství a v tom, že dal rozhodující impuls k rozvoji od gotické koncepce figur zakrytých draperií k hmotnosti renesančních figur s organicky rozvinutou draperií. Podle Giorgia Vasariho pak Andrea Pisano natolik přispěl k pokroku sochařství, že byl pokládán za největšího toskánského sochaře, přičemž nejvíce obdivované měly být jeho práce v bronzu.

## Dílo
Andrea Pisano pracoval v letech 1299 – 1305 v dílně Giovanniho Pisana. Dále se poučil z Giottovy kresby a ze starověkých památek, které byly v Pise rozestavěny kolem dómu a na Camposanto, a zdá se také, že vstřebal francouzskou gotiku.

### Florencie

#### Zlatnická práce
Zlatnictví ho pravděpodobně učil zlatník Andrea di Jacopo d'Ognabene († 1317), který kolem roku 1316 vedl práci na stříbrném oltáři v dómu v Pistoji. Před rok 1330 může být datován jediný fragment sošky Krista. První kompletně dochovaná zlatnická práce vznikla až v období realizace reliéfů florentského baptisteria. Je to stříbrný korpus ukřižovaného Krista na relikviářovém kříži sv. Kříže v dómu Sv. Cerbonia v Masse Maritimě. Tento relikviář vytvořili pisánští zlatníci Meo di Tale, mezi lety 1330 a 1340, jméno ANDREAS se objevuje mezi signaturami.

#### Dveře florentského baptisteria

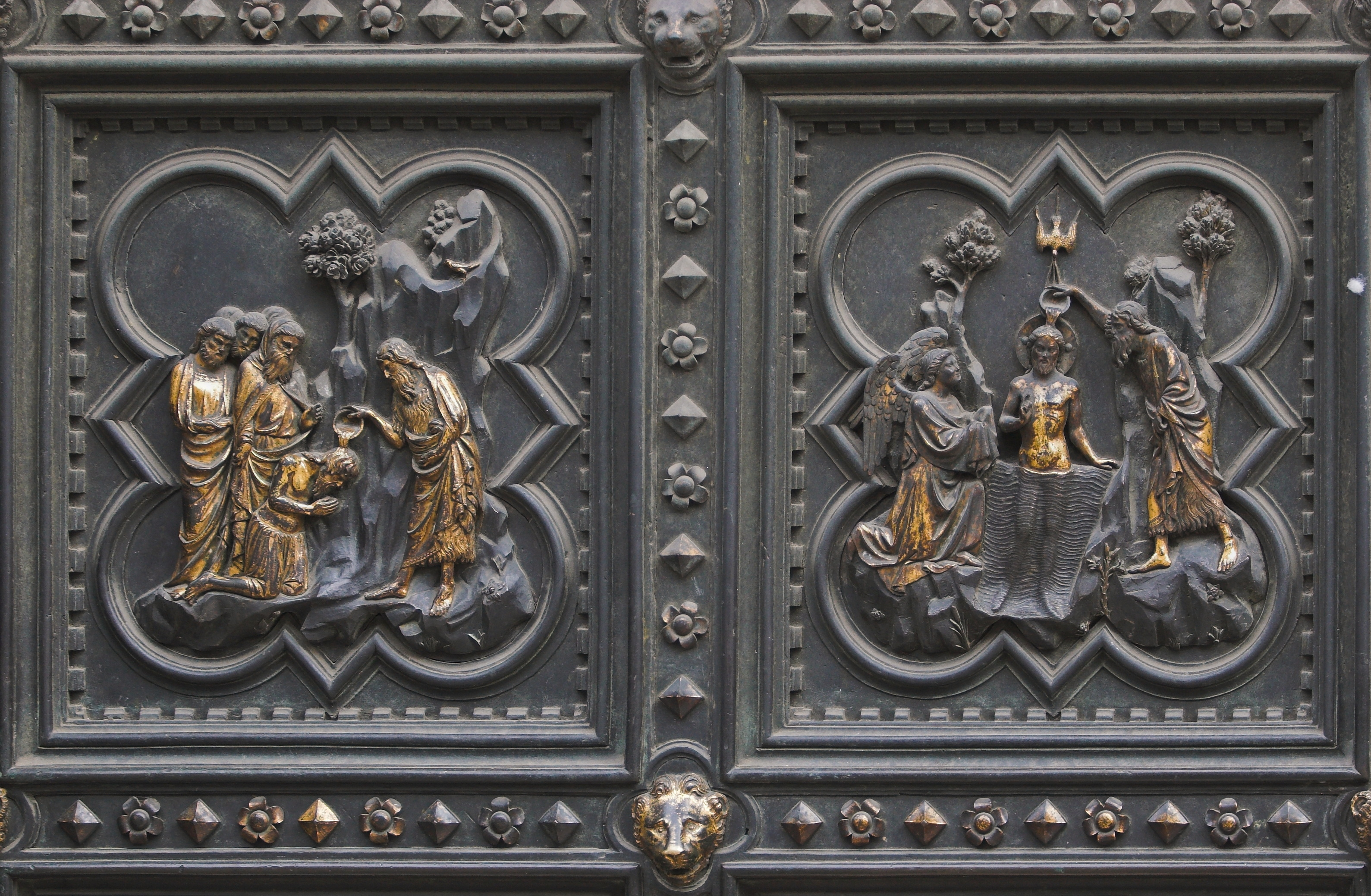
Sv. Jan Křtitel křtí své následovníky a Křest Kristův

Jediné jeho dokumentované práce ve Florencii jsou reliéfy bronzových dveří florentského baptisteria, signované a datované ANDREAS UGOLINI NINI DE PISIS ME FECIT AD MCCCXXX (1330). Dnes se tyto dveře nachází na jižním vstupu baptisteria, ale původně byly osazeny na východním vstupu. Přemístěny byly poté, co Lorenzo Ghiberti vytvořil své druhé dveře, kterými byly starší Pisanovy dveře nahrazeny. Jsou zde reliéfy, na nichž jsou v rámu ve tvaru čtyřlístku figurální scény líčící ve dvaceti polích život sv. Jana Křtitele, kterému je baptisterium zasvěceno, a dále v osmi polích alegorie ctností. Pro jeho techniku umístění figur v přední části a hladkého pozadí lze nalézt zdroje v sienském sochařství raného 14. století. V tom, jak mají figury pod nohama pevný terén, je zase patrný vliv francouzské gotiky. Křehké elegantní postavy odrážejí umění Ducciovo, zatímco Giottův vliv je vidět v uspořádání reliéfu v plánech a ve vyvážené kompozici s prvky rozloženými po celé ploše reliéfu.

#### První práce v mramoru

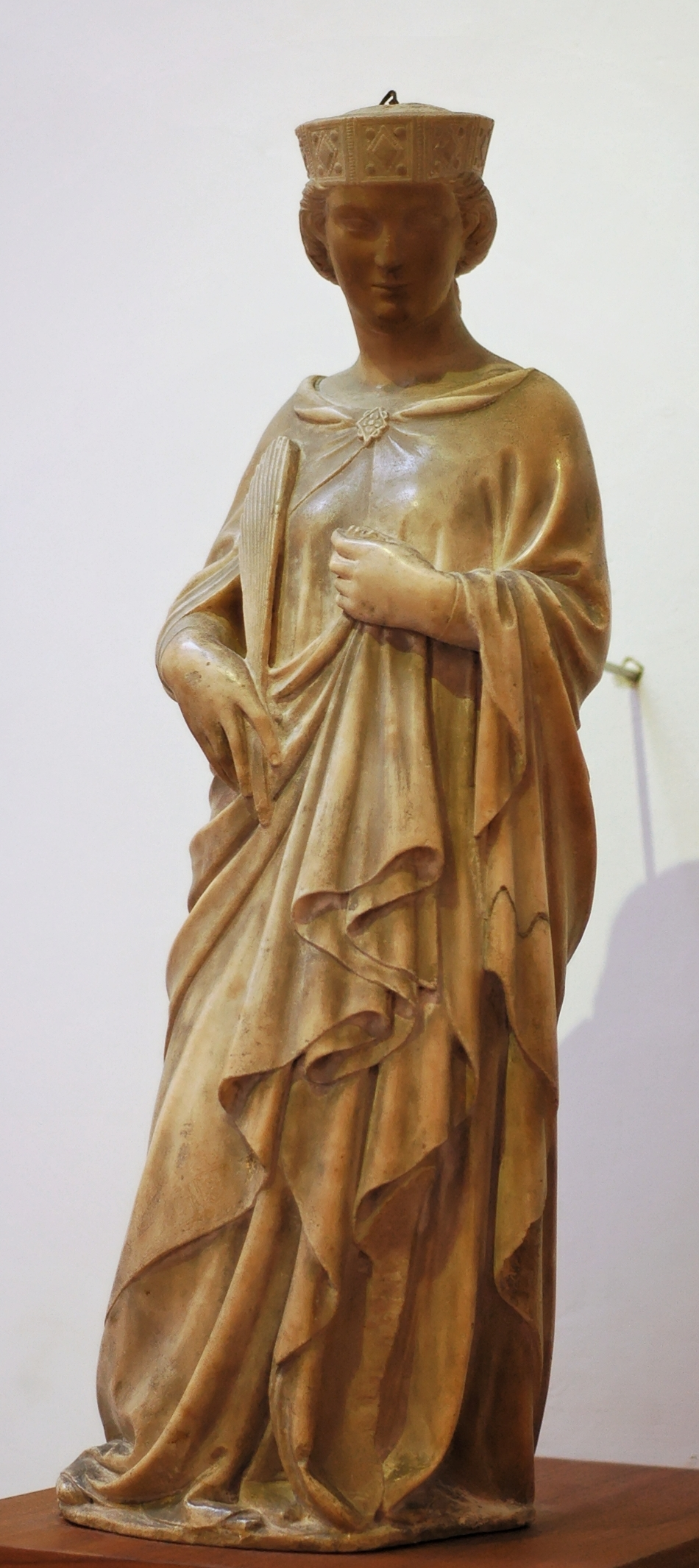
Sv. Reparata

Andrea Pisano začal v letech 1333 – 1334 tvořit také monumentální práce v mramoru. Je pravděpodobné, že až do této doby působil pouze jako zlatník, jeho rané práce v mramoru totiž stále ještě vykazují stopy předchozí zlatnické práce. V této době vytvořil drobnou sošku Madony s dítětem, sochy Krista a sv. Reparáty.

#### Výzdoba Campanilly

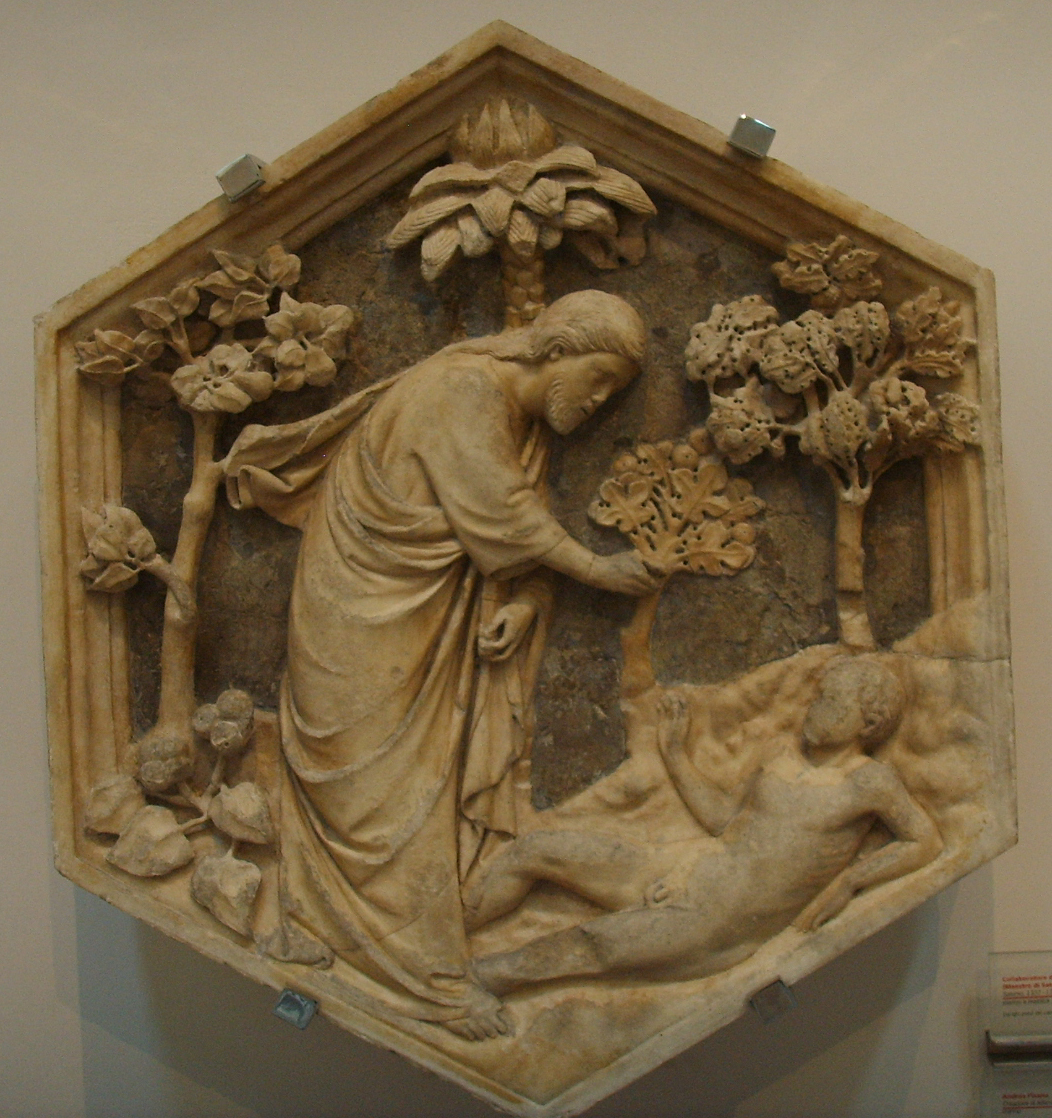
Stvoření Adama

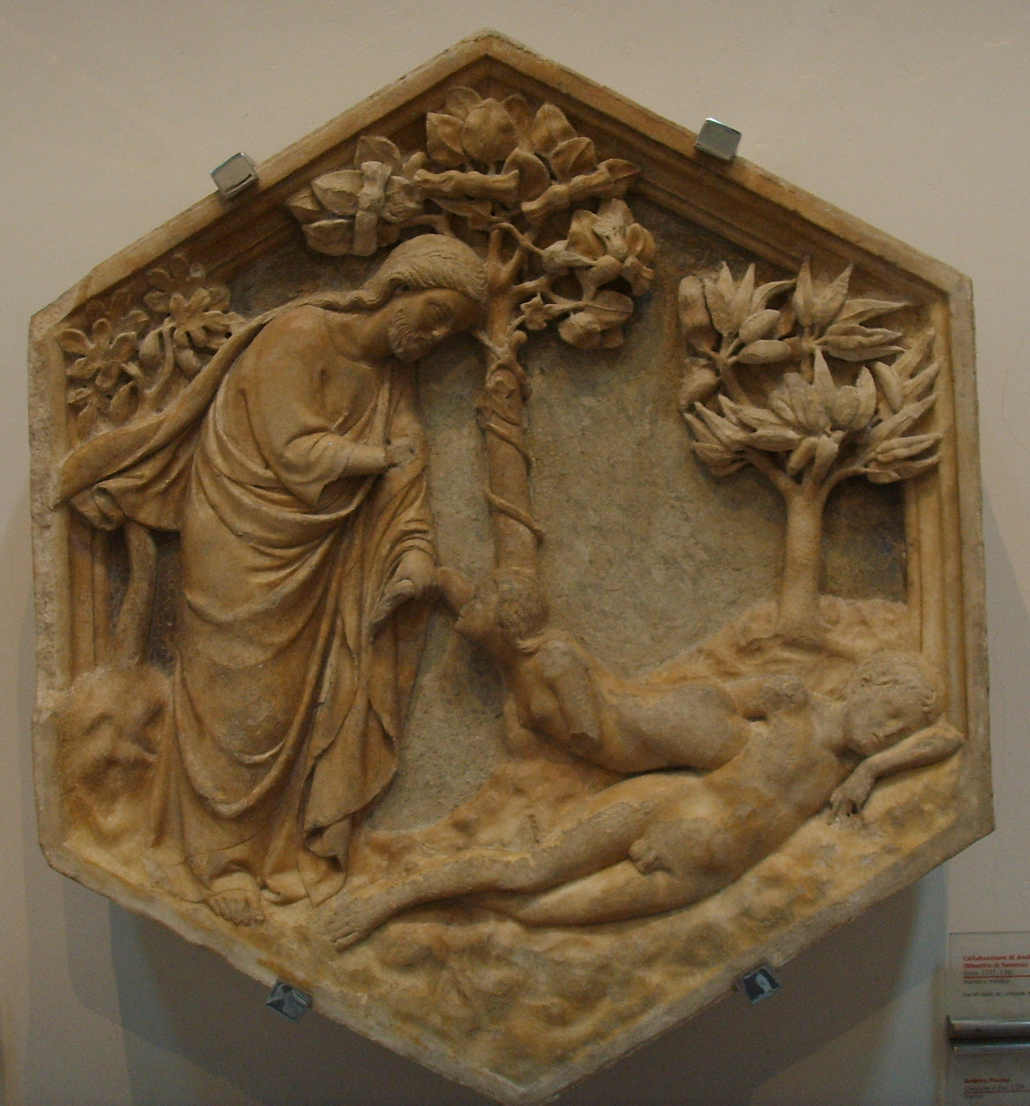
Stvoření Evy

Mezi lety 1337 a 1341 byla pod jeho vedením stavěna Campanilla florentské katedrály Santa Maria del Fiore, jejíž stavba byla v roce 1334 započata Giottem a dokončena 1359 Francescem Talentim. Podle popisu jeho současníka Antonia Pucciho musel opustit stavbu, protože se snažil odchýlit od Giottova plánu. K čemuž došlo v roce 1341, a ne v roce 1343, jak uvádí Vasari. Z tohoto důvodu se uvažuje o tom, že Andrea Pisano ve skutečnosti nebyl architektem.
Sokl zvonice je zdoben reliéfy ve dvou řadách. Ve spodním pásu se nachází reliéfy se třemi scénami z Genesis, za kterými následují zobrazení původu řemesel (Artes mechanicae), zatímco v horním pásu se nachází cykly sedmi planet, sedmi ctností, sedmi svobodných umění (Artes liberales) a sedmi svátostí. Přímo nad nimi věž zdobilo šestnáct soch v životní velikosti umístěných ve výklencích, které představovaly Sibyly, Davida, Šalomouna, Mojžíše a proroky. Z těchto soch bylo osm vytesáno ve 14. století: Tiburská Sibyla, Erythrejská Sibyla, králové David a Šalomoun a také tři proroci a Mojžíš. Návrhy pro sochy s výjimkou reliéfů svátostí měl vytvořit Giotto patrně s pomocí Andrey Pisana, ale zdá se, že jejich provedením bylo pověřeno osm různých sochařů včetně Andrey a jeho syna Nina. Andreu Pisanovi je připisováno vytvoření dvanácti reliéfů: Stvoření Adama, Stvoření Evy, Adam a Eva obdělávají zemi, Jábal či vynález pastevectví, Tubal-kain či vynález metalurgie, Lov, Tkaní, Daidalos, Veslování, Herkules a Kákos, Zemědělství a Sochařství ve spodním pásu, Rétorika a Geometrie v horním pásu, reliéf Madony s dítětem z tympanonu severního portálu a socha Šalamouna.
V letech 1339 – 1340 také musel vytvořit pro cech vlnařů (Arte della lana) sochu sv. Štěpána pro jednu z nik Orsanmichele, pravděpodobně také nika byla jeho prací. V roce 1428 byla socha v nice nahrazena bronzovou sochou od Ghibertiho a nyní se nachází v Museo dell'Opera del Duomo.

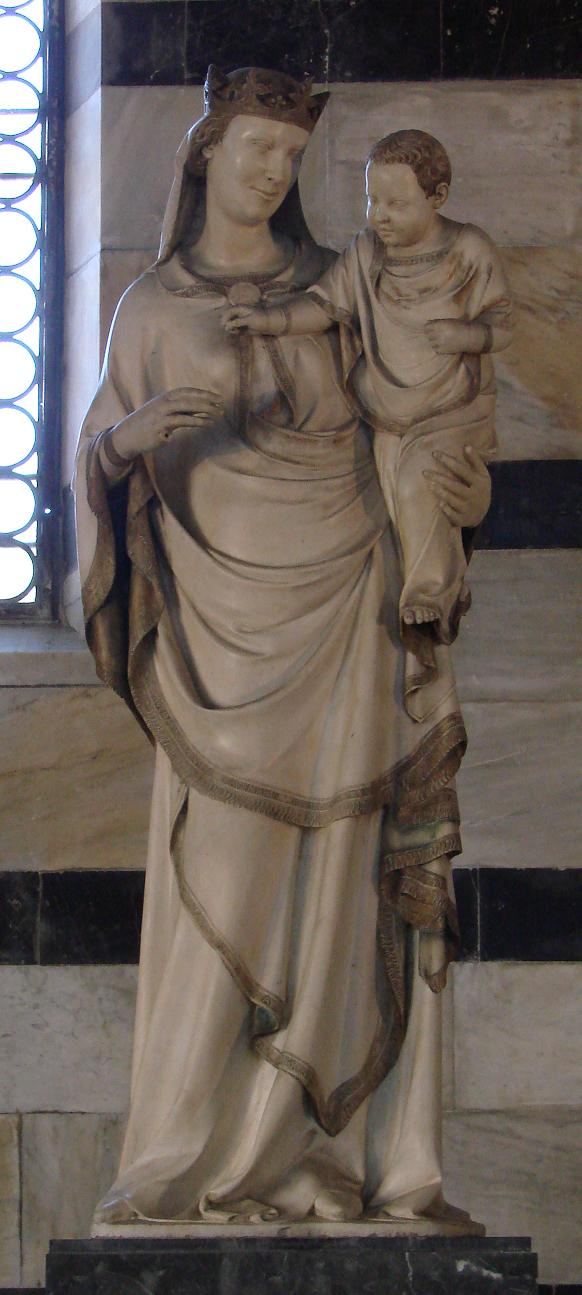
Madona, Pisa, S. Maria della Spina

### Pisa
Přes nedostatek písemných záznamů, které by zachycovaly odchod Andrey Pisana 1341 z Florencie a jeho návrat do Pisy, mnoho nádherných pisánských soch dává předpokládat, že sem přesunul své aktivity a že zde v letech 1342 – 1347 stál v čele významné dílny. Reliéf Sv. Martin se dělí s žebrákem o plášť v kostele S. Martino, Kojící Madona pro kostel S. Maria della Spina, nyní v Museo Nazionale di S. Matteo, sochy Madony, sv. Petra a sv. Jana Křtitele (možná původně z katedrály) nyní v S. Maria della Spina a monumentální socha Madony na průčelí katedrály. Vasari a s ním nejstarší literární kritiky připisovali Kojící Madonu a sousoší v S. Maria della Spina jeho synovi Ninovi, kterému byl později připsán také reliéf Sv. Martin se dělí s žebrákem o plášť, socha na průčelí katedrály a především socha Panny Marie dnes uložená v Museo dell'Opera del Duomo v Orvietu, dnes jsou však považovány za pozdní díla Andrey Pisana. Jeho pozdní sochy jsou charakterizovány klidnou rovnováhou, uvolněnými postoji a harmonickými proporcemi.

### Orvieto
Andrea Pisano v květnu 1347 odešel do Orvieta převzít práce na tamní katedrále, ale podržel si svou dílnu v Pise a zřejmě ji sdílel se svými syny. Na jaře 1348 se vrátil do Pisy a vyzvedl již hotovou sochu Madony s dítětem a dva mramorové bloky pro sochy andělů, z nichž jeden je dílem Nina Pisana. Jako příklad díla, které musel vytvořit v Orvietu, může sloužit fragment z tympanonu s Eucharistickým Kristem v Museo dell'Opera del Duomo v Orvietu. Fragment štítu naznačuje, že měl vytvořit skupiny soch pro alespoň dva oltáře a také ciborium.

## Seznam děl
- Socha Krista na kříži, 1320-1330, dřevořezba, kostel sv. Ondřeje, Palaia (provincie Pisa)

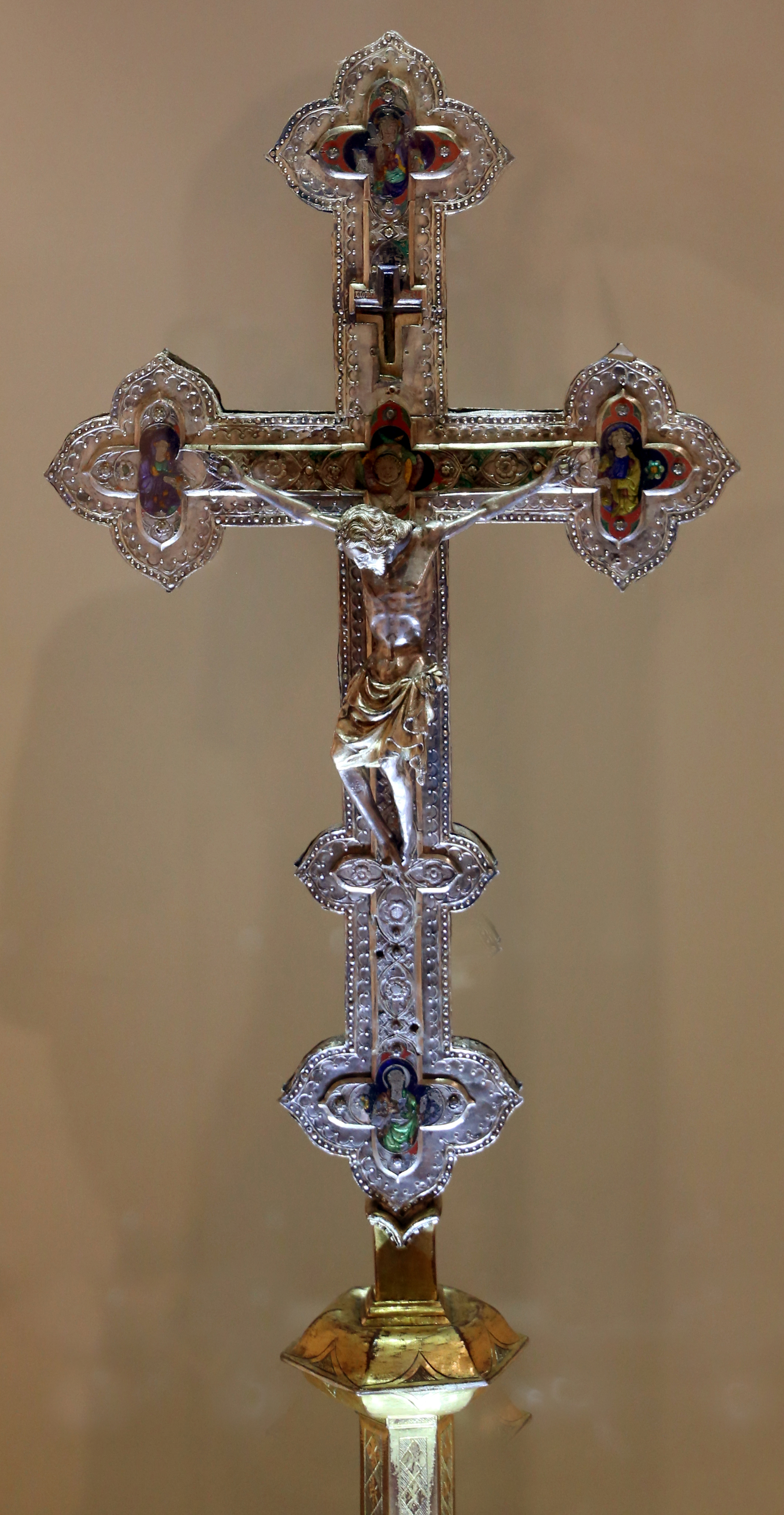
Oltářní kříž/Staurotéka z dómu v Masse Marittimě, 1330-40

- Oltářní kříž (staurotéka), 1330 – 1340, stříbrný korpus Krista odlil Pisano, kříž s emaily pro relikvii Svatého kříže vytvořili Meo di Tale a Gaddo di Giovanni da Cascina; z pokladu dómu Sv. Cerbonia, Massa Marittima, Musei d'arte sacra
- Reliéfy jižních dveří baptisteria se scénami ze života sv. Jana Křtitele a alegoriemi ctností, 1330 – 1336, Florencie, baptisterium San Giovanni.
- Stojící madona s dítětem a ptáčkem, 1330-1340, slonovina, Cleveland Museum of Art
- Madona s dítětem, 40. léta 14. století, Berlín, Staatliche Museen.
- Sv. Reparata, 40. léta 14. století, Florencie, Museo dell'Opera del Duomo.
- Kristus, 40. léta 14. století, Florencie, Museo dell'Opera del Duomo.
- Podíl na výzdobě Campanilly florentského dómu, 1337 – 1341, Florencie, dnes Museo dell'Opera del Duomo.
- Sv. Štěpán, 1339 – 1340, Florencie, původně pro Orsanmichele, dnes Museo dell'Opera del Duomo.
- Reliéf sv. Martin se dělí s žebrákem o plášť, Pisa, kostel S. Martino.
- Kojící Madona, Pisa, původně pro kostel S. Maria della Spina, nyní v Museo Nazionale di S. Matteo.
- Sousoší s Madonou, sv. Petrem a sv. Janem Křtitelem, Pisa, možná původně z katedrály, nyní v S. Maria della Spina.
- Madona, Pisa, na průčelí katedrály.
- Madona s dítětem a dvěma anděly, 1346 – 1347, Orvieto, Museo dell'Opera del Duomo.
- Kristus Spasitel, 1347 – 1348, Orvieto, Museo dell'Opera del Duomo.